# Herodion

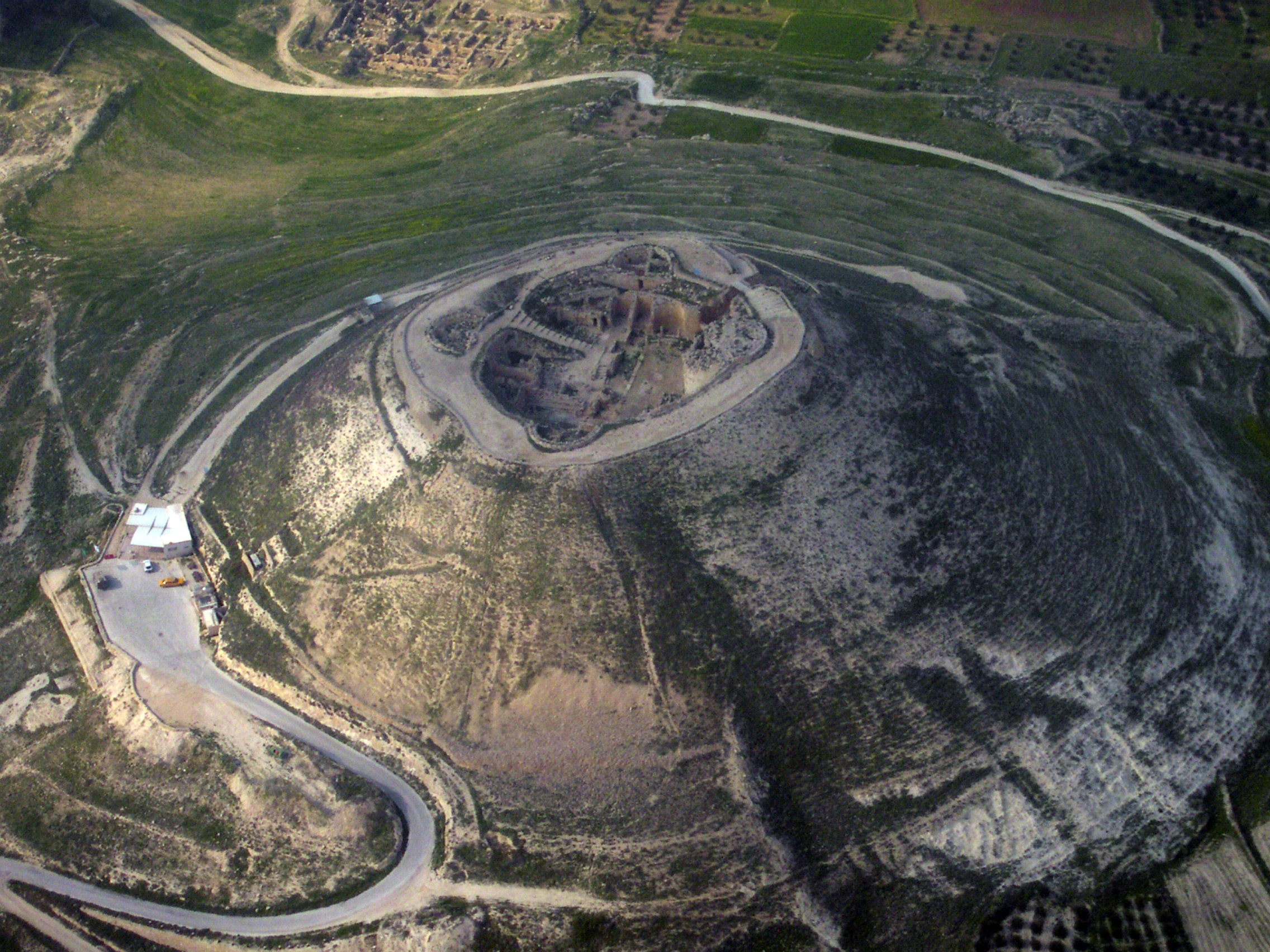
Widok z góry

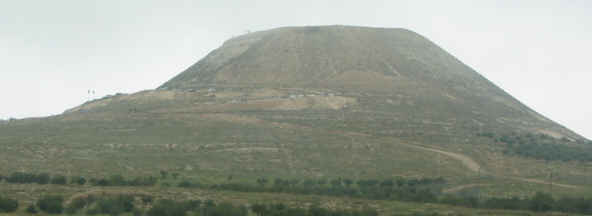
Widok Herodionu z południa

Herodion (hebr.: הרודיון; arab.: Jebel Fureidis, łac. Herodium, koine: Ήρωδεīον) – forteca Heroda Wielkiego usytuowana na szczycie wzgórza niedaleko Betlejem na Pustyni Judzkiej, w środkowej części Izraela.
Znajduje się ona w odległości 11 km na południe od Jerozolimy.

## Historia
Ufortyfikowany pałac zbudowany na planie koła zbudowana w latach 24–15 p.n.e. przez Heroda Wielkiego. Grób władcy został odnaleziony w mieście założonym przy pałacu 7 maja 2007 przez archeologów z Uniwersytetu Hebrajskiego pod kierownictwem Ehuda Necera. W latach 132–135 (drugie powstanie żydowskie) Herodion stał się siedzibą przywódcy powstania Szymona Bar Kochby. W V-VI w. na szczycie osiedlili się mnisi chrześcijańscy.

## Archeologia

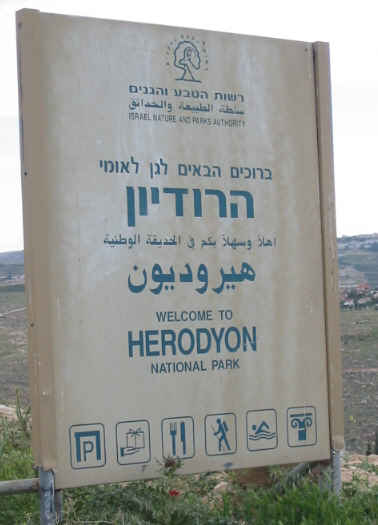
Tablica informacyjna przy wjeździe do parku

Wykopaliska w latach 1962–1967 przeprowadził archeolog włoski, franciszkanin o. Virgilio Corbo. Wydobyto wówczas pozostałości konstrukcji herodiańskich oraz późniejszych budowli. Po roku 1967 Herodion przeszedł w ręce Izraelczyków, którzy kontynuowali prace badawcze. Obecnie teren fortecy jest izraelskim parkiem narodowym.

## Edukacja i kultura
W 1973 w Herodionie nakręcono część scen z filmu Jesus Christ Superstar.